# Kun Temenuzhkov
Dzhoshkun Temenuzhkov Mihaylov (Haskovo, 1 de febrero de 2000), más conocido como Kun Temenuzhkov, es un futbolista búlgaro que juega de delantero en la U. D. Barbastro de la Segunda Federación.

## Trayectoria
Temenuzhkov comenzó su carrera como sénior en el Leeds United, después de haber pasado por la cantera de varios clubes españoles, entre los que se encontraba el F. C. Barcelona, que lo fichó en 2014.
En enero de 2020 el Leeds le cedió al C. F. La Nucía, en ese momento equipo de la Segunda División B de España. En verano volvió a salir cedido, en esta ocasión rumbo al Real Unión de Irún, que también jugaba en Segunda División B, donde pasó toda la temporada 2020-21. En junio de 2021 prolongó su cesión con el Real Unión una temporada más, esta vez en la nueva Primera División RFEF.
Tras rescindir su contrato con el Leeds United, siguió jugando en España y en agosto de 2022 se unió al C. D. A. Navalcarnero. Con este equipo disputó la promoción de ascenso a Primera Federación antes de fichar en julio de 2023 por el Zamora C. F.
El 8 de enero de 2024, tras haber acordado su salida del conjunto zamorano días atrás, se unió al Lincoln Red Imps F. C. Tras esta experiencia volvió a España, donde jugó para el C. D. Colonia Moscardó y la U. D. Barbastro.

## Selección nacional
Temenuzhkov fue internacional sub-16, sub-17, sub-18, sub-19 y sub-21 con la selección de fútbol de Bulgaria.

## Clubes
| Club                    | País       | Año       |
| ----------------------- | ---------- | --------- |
| Leeds United F. C.      | Inglaterra | 2019-2022 |
| C. F. La Nucía (cedido) | España     | 2020      |
| Real Unión (cedido)     | España     | 2020-2022 |
| C. D. A. Navalcarnero   | España     | 2022-2023 |
| Zamora C. F.            | España     | 2023-2024 |
| Lincoln Red Imps F. C.  | Gibraltar  | 2024      |
| C. D. Colonia Moscardó  | España     | 2024-2025 |
| U. D. Barbastro         | España     | 2025-     |

## Palmarés

### Títulos nacionales
| Título                     | Club                   | País      | Año  |
| -------------------------- | ---------------------- | --------- | ---- |
| Rock Cup                   | Lincoln Red Imps F. C. | Gibraltar | 2024 |
| Liga Nacional de Gibraltar | Lincoln Red Imps F. C. | Gibraltar | 2024 |